# 稲荷神社 (館林市田谷町)
稲荷神社（いなりじんじゃ）は、群馬県館林市の神社。

## 歴史
創建年代は不明だが、館林藩が編纂した幕末の地誌『封内経界図誌』に記載されていることから、そのころにはすでに存在していたものと推測される。
1920年（大正9年）に周辺の2社が合祀された。
社殿には、地元の測量家の大出地図弥による「神楽奉納図絵馬」が納められている。

## 交通アクセス
- 路線バス大島公民館停留所より徒歩9分。